# کیلر فیلمز
کیلر فیلمز یک شرکت تولید فیلم مستقل مستقر در شهر نیویورک است که در سال ۱۹۹۵ توسط تهیه‌کنندگان فیلم ، کریستین واچون و پاملا کافلر تأسیس شد. 
این شرکت در طول دو دهه گذشته فیلم‌های مستقل تحسین‌شده بسیاری از جمله «دور از بهشت » (نامزد چهار جایزه اسکار )، «پسرها گریه نمی‌کنند» (برنده جایزه اسکار)، «عکس یک ساعته» ، « بچه‌ها »، «هدویگ و اینچ خشمگین» ، «خوشبختی» ، «ماین طلایی مخملی» ، «ایمن »، «من به اندی وارهول شلیک کردم» ، «سوون» ، «من آنجا نیستم » (نامزد جایزه اسکار)، «عزیزانت را بکش »، «هنوز آلیس» (برنده جایزه اسکار) و «کارول» (نامزد شش جایزه اسکار) را تولید کرده است. 
کیلر فیلمز همچنین تهیه‌کننده اجرایی مینی‌سریال پنج قسمتی تاد هینز از شبکه اچ‌بی‌او با نام «میلدرد پیرس» بود که برنده پنج جایزه امی ، یک جایزه گلدن گلوب و یک جایزه انجمن بازیگران سینما شد.
در سال ۲۰۱۴، کیلر فیلمز با گلس الویتور مدیا ادغام شد و کیلر کانتنت را تشکیل داد.  لوگوی آنها از یک خرگوش با یک تخته دارت به جای بدنش تشکیل شده است.